# فرودگاه فورت ویر
فرودگاه فورت ویر (به انگلیسی: Fort Ware Airport) یک فرودگاه همگانی است که یک باند فرود شن دارد و طول باند آن ۱۴۳۳ متر است. این فرودگاه در کشور کانادا قرار دارد و در ارتفاع ۷۴۷ متری از سطح دریا واقع شده است.